# Stany Zjednoczone na Letnich Igrzyskach Olimpijskich 1948
Stany Zjednoczone na Letnich Igrzyskach Olimpijskich 1948 reprezentowało 300 zawodników, 262 mężczyzn i 38 kobiet.

## Zdobyte medale
| Medal  | Zawodnik | Dyscyplina           | Konkurencja                        |
| ------ | --- | -------------------- | ---------------------------------- |
| Złoto  | Harrison Dillard | Lekkoatletyka        | Bieg na 100 m                      |
| Złoto  | Mel Patton | Lekkoatletyka        | Bieg na 200 m                      |
| Złoto  | Malvin Whitfield | Lekkoatletyka        | Bieg na 800 m                      |
| Złoto  | William Porter | Lekkoatletyka        | Bieg na 110 m przez płotki         |
| Złoto  | Roy Cochran | Lekkoatletyka        | Bieg na 400 m przez płotki         |
| Złoto  | Barney Ewell Lorenzo Wright Harrison Dillard Mel Patton | Lekkoatletyka        | Sztafeta 4 x 100 m                 |
| Złoto  | Arthur Harnden Clifford Bourland Roy Cochran Malvin Whitfield | Lekkoatletyka        | Sztafeta 4 x 400 m                 |
| Złoto  | Willie Steele | Lekkoatletyka        | Skok w dal                         |
| Złoto  | Guinn Smith | Lekkoatletyka        | Skok o tyczce                      |
| Złoto  | Wilbur Thompson | Lekkoatletyka        | Pchnięcie kulą                     |
| Złoto  | Robert Mathias | Lekkoatletyka        | Dziesięciobój                      |
| Złoto  | Alice Coachman | Lekkoatletyka        | Skok wzwyż                         |
| Złoto  | Cliff Barker Don Barksdale Ralph Beard Lewis Beck Vince Boryla Gordon Carpenter Alex Groza Wallace Jones Bob Kurland Ray Lumpp Robert C. Pitts Jesse Renick Jack Robinson Kenny Rollins | Koszykówka           | Turniej mężczyzn                   |
| Złoto  | Stephen Lysak Stephen Macknowski | Kajakarstwo          | C-2 10 000 m                       |
| Złoto  | Bruce Harlan | Skoki do wody        | Trampolina 3 m                     |
| Złoto  | Sammy Lee | Skoki do wody        | Wieża 10 m                         |
| Złoto  | Vicki Draves | Skoki do wody        | Trampolina 3 m                     |
| Złoto  | Vicki Draves | Skoki do wody        | Wieża 10 m                         |
| Złoto  | Frank Henry Charles Anderson Earl Foster Thomson | Jeździectwo          | WKKW drużynowo                     |
| Złoto  | Warren Westlund Bob Martin Bob Will Gordy Giovanelli Allan Morgan | Wioślarstwo          | Czwórka ze sternikiem              |
| Złoto  | Ian Turner Dave Turner Jim Hardy George Ahlgren Lloyd Butler Dave Brown Justus Smith John Stack sternik: Ralph Purchase                                                                 | Wioślarstwo          | Ósemka                             |
| Złoto  | Herman Whiton Alfred Loomis James Weekes James Smith Michael Monney | Żeglarstwo           | Klasa 6 m                          |
| Złoto  | Hilary Smart Paul Smart | Żeglarstwo           | Klasa Star                         |
| Złoto  | Arthur Edwin Cook | Strzelectwo          | Karabin dowolny leżąc 50 m         |
| Złoto  | Walter Ris | Pływanie             | 100 m stylem dowolnym              |
| Złoto  | William Smith | Pływanie             | 400 m stylem dowolnym              |
| Złoto  | James McLane | Pływanie             | 1500 m stylem dowolnym             |
| Złoto  | Allen Stack | Pływanie             | 100 m stylem grzbietowym           |
| Złoto  | Joe Verdeur | Pływanie             | 200 m stylem klasycznym            |
| Złoto  | Ann Curtis | Pływanie             | 400 m stylem dowolnym              |
| Złoto  | Marie Corridon Ann Curtis Brenda Helser Thelma Kalama | Pływanie             | Sztafeta 4 x 100 m stylem dowolnym |
| Złoto  | Walter Ris William Smith James McLane Wallace Wolf | Pływanie             | Sztafeta 4 x 100 m stylem dowolnym |
| Złoto  | Joseph Di Pietro | Podnoszenie ciężarów | Waga kogucia                       |
| Złoto  | Frank Spellman | Podnoszenie ciężarów | Waga półśrednia                    |
| Złoto  | Stanley Stanczyk | Podnoszenie ciężarów | Waga średnia                       |
| Złoto  | John Davis | Podnoszenie ciężarów | Waga ciężka                        |
| Złoto  | Glen Brand | Zapasy               | Waga średnia w stylu wolnym        |
| Złoto  | Henry Wittenberg | Zapasy               | Waga półciężka w stylu wolnym      |
| Srebro | Barney Ewell | Lekkoatletyka        | Bieg na 100 m                      |
| Srebro | Barney Ewell | Lekkoatletyka        | Bieg na 200 m                      |
| Srebro | Clyde Scott | Lekkoatletyka        | Bieg na 110 m przez płotki         |
| Srebro | Jim Delaney | Lekkoatletyka        | Pchnięcie kulą                     |
| Srebro | Steve Seymour | Lekkoatletyka        | Rzut oszczepem                     |
| Srebro | Horace Herring | Boks                 | Waga półśrednia                    |
| Srebro | Frank Havens | Kajakarstwo          | C-1 10 000 m                       |
| Srebro | Stephen Lysak Stephen Macknowski | Kajakarstwo          | C-2 1 000 m                        |
| Srebro | Miller Anderson | Skoki do wody        | Trampolina 3 m                     |
| Srebro | Bruce Harlan | Skoki do wody        | Wieża 10 m                         |
| Srebro | Zoe Ann Olsen | Skoki do wody        | Trampolina 3 m                     |
| Srebro | Patricia Elsener | Skoki do wody        | Wieża 10 m                         |
| Srebro | Robert Borg Earl Foster Thomson Frank Henry | Jeździectwo          | Ujeżdżenie drużynowo               |
| Srebro | Frank Henry | Jeździectwo          | WKKW drużynowo                     |
| Srebro | George Moore | Pięciobój nowoczesny | Indyywidualnie                     |
| Srebro | Ralph Evans | Żeglarstwo           | Klasa Finn                         |
| Srebro | Walter Tomsen | Strzelectwo          | Karabin dowolny leżąc 50 m         |
| Srebro | Alan Ford | Pływanie             | 100 m stylem dowolnym              |
| Srebro | James McLane | Pływanie             | 400 m stylem dowolnym              |
| Srebro | Robert Cowell | Pływanie             | 100 m stylem grzbietowym           |
| Srebro | Keith Carter | Pływanie             | 100 m stylem klasycznym            |
| Srebro | Ann Curtis | Pływanie             | 100 m stylem dowolnym              |
| Srebro | Suzanne Zimmerman | Pływanie             | 100 m stylem grzbietowym           |
| Srebro | Pete George | Podnoszenie ciężarów | Waga półśrednia                    |
| Srebro | Harold Sakata | Podnoszenie ciężarów | Waga średnia                       |
| Srebro | Norbert Schemansky | Podnoszenie ciężarów | Waga ciężka                        |
| Srebro | Gerald Leeman | Zapasy               | Waga kogucia w stylu wolnym        |
| Brąz   | Malvin Whitfield | Lekkoatletyka        | Bieg na 400 m                      |
| Brąz   | Craig Dixon | Lekkoatletyka        | Bieg na 110 m przez płotki         |
| Brąz   | George Stanich | Lekkoatletyka        | Skok wzwyż                         |
| Brąz   | Herbert Douglas | Lekkoatletyka        | Skok w dal                         |
| Brąz   | Bob Richards | Lekkoatletyka        | Skok o tyczce                      |
| Brąz   | James Fuchs | Lekkoatletyka        | Pchnięcie kulą                     |
| Brąz   | Fortune Gordien | Lekkoatletyka        | Rzut dyskiem                       |
| Brąz   | Robert Bennett | Lekkoatletyka        | Rzut młotem                        |
| Brąz   | Floyd Simmons | Lekkoatletyka        | Dziesięciobój                      |
| Brąz   | Audrey Patterson | Lekkoatletyka        | Bieg na 200 m                      |
| Brąz   | Sammy Lee | Skoki do wody        | Trampolina 3 m                     |
| Brąz   | Patricia Elsener | Skoki do wody        | Trampolina 3 m                     |
| Brąz   | Norman Cohn-Armitage George Worth Tibor Nyilas Dean Cetrulo Miguel de Capriles James Flynn                                                                                              | Szermierka           | Szabla drużynowo                   |
| Brąz   | Helen Schifano Clara Schroth-Lomady Meta Elste Marian Barone Ladislava Bakanic Connie Caruccio-Lenz Anita Simonis Dorothy Dalton                                                        | Gimnastyka           | Wielobój drużynowo                 |
| Brąz   | Fred Kingsbury Stu Griffing Greg Gates Bob Perew | Wioślarstwo          | Czwórka bez sternika               |
| Brąz   | Lockwood Pine Owen Tory | Żeglarstwo           | Klasa Jaskółka                     |
| Brąz   | Robert Sohl | Pływanie             | 200 m stylem klasycznym            |
| Brąz   | Richard Tom | Podnoszenie ciężarów | Waga kogucia                       |
| Brąz   | Leland Merrill | Zapasy               | Waga półśrednia w stylu wolnym     |